# Kvalifikace na Mistrovství světa ve fotbale 2018 (UEFA) – Baráž
Do baráže postoupilo nejlepších 8 týmů na druhých místech skupinové fáze. Jeden tým tak přímo vypadl, přestože se umístil na druhé příčce. Do tohoto žebříčku se nepočítaly výsledky se šestými týmy v dané skupině.

## Žebříček týmů na druhých místech
| Sk. | Tým           | Z | V | R | P | VG | IG | +/- | B  | 6. tým          |
| --- | ------------- | - | - | - | - | -- | -- | --- | -- | --------------- |
| B   | Švýcarsko     | 8 | 7 | 0 | 1 | 18 | 6  | +12 | 21 | Andorra         |
| G   | Itálie        | 8 | 5 | 2 | 1 | 12 | 8  | +4  | 17 | Lichtenštejnsko |
| E   | Dánsko        | 8 | 4 | 2 | 2 | 13 | 6  | +7  | 14 | Kazachstán      |
| I   | Chorvatsko    | 8 | 4 | 2 | 2 | 8  | 4  | +4  | 14 | Kosovo          |
| A   | Švédsko       | 8 | 4 | 1 | 3 | 18 | 9  | +9  | 13 | Bělorusko       |
| C   | Severní Irsko | 8 | 4 | 1 | 3 | 10 | 6  | +4  | 13 | San Marino      |
| H   | Řecko         | 8 | 3 | 4 | 1 | 9  | 5  | +4  | 13 | Gibraltar       |
| D   | Irsko         | 8 | 3 | 4 | 1 | 7  | 5  | +3  | 13 | Moldavsko       |
| F   | Slovensko     | 8 | 4 | 0 | 4 | 11 | 6  | +5  | 12 | Malta           |

- Slovensko se jako nejhorší tým z celků na druhých místech baráže nezúčastnilo a přímo vypadlo.

Kritéria pro seřazení druhých týmů
1. Celkový počet bodů
2. Celkový rozdíl gólů
3. Počet vstřelených gólů

## Losovací koše
Los baráže proběhl 17. října 2017 v Curychu. Proti každému týmu z koše 1 byl nalosován tým z koše 2.
| Koš 1                                                  | Koš 2                                                 |
| ------------------------------------------------------ | ----------------------------------------------------- |
| Švýcarsko (11) Itálie (15) Chorvatsko (18) Dánsko (19) | Severní Irsko (23) Švédsko (25) Irsko (26) Řecko (47) |

- V závorkách je uvedeno umístění jednotlivých týmů v žebříčku FIFA z října 2017, který byl rozhodující pro nasazení do košů.

## Zápasy
V jednotlivých dvojicích se hraje systémem doma-venku. Úvodní zápasy se odehrají od 9. do 11. listopadu, odvety od 12. do 14. listopadu. Z obou zápasů se sečte skóre a lepší tým postupuje na mistrovství světa ve fotbale 2018. V případě rovnosti sečteného skóre rozhodne pravidlo venkovních gólů. V případě, že ani to nerozhodne, hraje se v odvetném zápase prodloužení, případně penaltový rozstřel.
| Domácí v 1. zápase | Celkem | Hosté v 1. zápase | 1. zápas | 2. zápas |
| ------------------ | ------ | ----------------- | -------- | -------- |
| Severní Irsko      | 0 : 1  | Švýcarsko         | 0 : 1    | 0 : 0    |
| Chorvatsko         | 4 : 1  | Řecko             | 4 : 1    | 0 : 0    |
| Dánsko             | 5 : 1  | Irsko             | 0 : 0    | 5 : 1    |
| Švédsko            | 1 : 0  | Itálie            | 1 : 0    | 0 : 0    |

- Švýcarsko zvítězilo celkovým skóre 1 : 0 a postoupila na Mistrovství světa ve fotbale 2018.
- Chorvatsko zvítězilo celkovým skóre 4 : 1 a postoupila na Mistrovství světa ve fotbale 2018.
- Švédsko zvítězilo celkovým skóre 1 : 0 a postoupila na Mistrovství světa ve fotbale 2018.
- Dánsko zvítězilo celkovým skóre 5 : 1 a postoupila na Mistrovství světa ve fotbale 2018.

| 9. listopad 2017 |                             |                              |                                                                          |
| Severní Irsko    | 0 : 1                       | Švýcarsko                    | Windsor Park, Belfast diváci: 18 269 rozhodčí: Ovidiu Hațegan (Rumunsko) |
|                  | Report (FIFA) Report (UEFA) | Ricardo Rodríguez 58' (pen.) | Windsor Park, Belfast diváci: 18 269 rozhodčí: Ovidiu Hațegan (Rumunsko) |

| 12. listopad 2017 |                             |               |                                                                        |
| Švýcarsko         | 0 : 0                       | Severní Irsko | St. Jakob-Park, Basilej diváci: 36 000 rozhodčí: Felix Brych (Německo) |
|                   | Report (FIFA) Report (UEFA) |               | St. Jakob-Park, Basilej diváci: 36 000 rozhodčí: Felix Brych (Německo) |

| 9. listopad 2017                                                               |                             |                              |                                                                            |
| Chorvatsko                                                                     | 4 : 1                       | Řecko                        | Stadion Maksimir, Záhřeb diváci: 30 013 rozhodčí: Gianluca Rocchi (Itálie) |
| Luka Modrić 13' (pen.) Nikola Kalinić 19' Ivan Perišić 33' Andrej Kramarić 49' | Report (FIFA) Report (UEFA) | Sokratis Papastathopulos 30' | Stadion Maksimir, Záhřeb diváci: 30 013 rozhodčí: Gianluca Rocchi (Itálie) |

| 12. listopad 2017 |                             |            |                                                                                 |
| Řecko             | 0 : 0                       | Chorvatsko | Karaiskakis Stadium, Pireus diváci: 18 667 rozhodčí: Björn Kuipers (Nizozemsko) |
|                   | Report (FIFA) Report (UEFA) |            | Karaiskakis Stadium, Pireus diváci: 18 667 rozhodčí: Björn Kuipers (Nizozemsko) |

| 11. listopad 2017 |                             |       |                                                                     |
| Dánsko            | 0 : 0                       | Irsko | Parken Stadium, Kodaň diváci: 36 189 rozhodčí: Milorad Mažić Srbsko |
|                   | Report (FIFA) Report (UEFA) |       | Parken Stadium, Kodaň diváci: 36 189 rozhodčí: Milorad Mažić Srbsko |

| 14. listopad 2017 |                             |                                                                                     |                                                                          |
| Irsko             | 1 : 5                       | Dánsko                                                                              | Aviva Stadium, Dublin diváci: 51,700 rozhodčí: Szymon Marciniak (Polsko) |
| Shane Duffy 6'    | Report (FIFA) Report (UEFA) | Andreas Christensen 29' Christian Eriksen 32', 63', 74' Nicklas Bendtner 90' (pen.) | Aviva Stadium, Dublin diváci: 51,700 rozhodčí: Szymon Marciniak (Polsko) |

| 10. listopad 2017   |                             |        |                                     |
| Švédsko             | 1 : 0                       | Itálie | Friends Arena, Solna diváci: 49 193 |
| Jacob Johansson 61' | Report (FIFA) Report (UEFA) |        | Friends Arena, Solna diváci: 49 193 |

| 13. listopad 2017 |                             |         |                 |
| Itálie            | 0 : 0                       | Švédsko | San Siro, Milan |
|                   | Report (FIFA) Report (UEFA) |         | San Siro, Milan |